# Harry Allen (tennis)
Pour les articles homonymes, voir Harry Allen et Allen.
Harry F. Allen est un joueur de tennis américain du début du XXe siècle.
Il a remporté l'US Men's National Championship : en double mixte en 1903 (avec Helen Chapman) . Il était membre de l'Université de Pennsylvanie.

## Palmarès (partiel) Harry Allen

### Titres en simple
Non connu

### Finales de simple perdues
Non connu

### Titres en double
Non connu

### Finales de double perdues
Non connu

### Titres en double mixte
|   | Date | Nom et lieu du tournoi             | Cat.      | ($) | Surf.        | Partenaire    | Finalistes                 | Score    |
| 1 | 1903 | US Men's National Champ’s, Newport | G. Chelem | 0   | Herbe (ext.) | Helen Chapman | Carrie Neely W. H. Rowland | 6-4, 7-5 |

### Finales en double mixte
Non connu

## Parcours enGrand Chelem(partiel)

### En simple
Parcours non connu

### En double
Non connu